# Ioseba Fernández
Ioseba Fernández, né le 22 octobre 1989 à Iturmendi, est un patineur de vitesse espagnol.

## Palmarès

### Championnat du monde
- Médaille d'or en 200 m en 2012 (route)
- Médaille d'or en 500 m en 2014 (route)

### Championnats d'Europe
- Médaille d'or en 500 m en 2011 (route)
- Médaille d'or en 200 m en 2011 (route)
- Médaille d'or en 300 m en 2013 (piste)
- Médaille d'or en 500 m en 2013 (route)
- Médaille d'or en 200 m en 2014 (route)
- Médaille d'or en 500 m en 2014 (route)
- Médaille d'or en 100 m en 2016 (route)
- Médaille d'or en 100 m en 2017 (route)
- Médaille d'or au tour en 2017 (route)

### autres compétitions
- Médaille d'or en 200 m aux Jeux mondiaux de 2017 à Wrocław (Pologne)